# Lothar Böhm
Lothar Böhm (* 18. Februar 1956) ist ein ehemaliger deutscher Fußballspieler.
Böhm absolvierte unter Trainer Otto Rehhagel ein Spiel für Werder Bremen in der Bundesliga. Am letzten Spieltag der Saison 1983/84 wurde Böhm bei einem 2:1-Auswärtssieg bei Eintracht Braunschweig in der 87. Minute für Michael Böhnke eingewechselt. Bevor er zu Werders Amateuren kam, spielte er für den Blumenthaler SV und den Bremer SV in der damals drittklassigen Oberliga Nord.